# Carl Stone

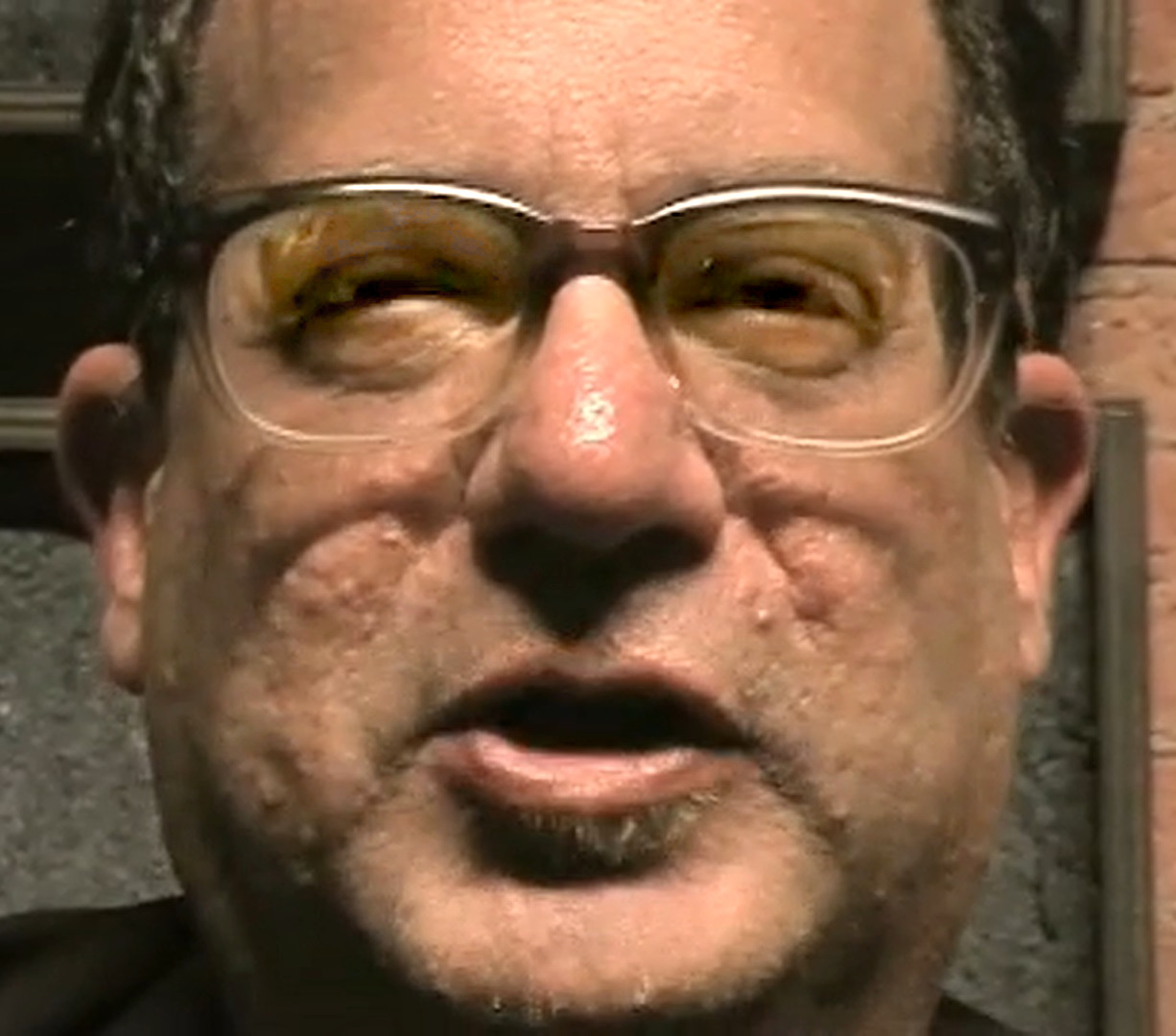
Carl Stone (circa 2003)

Carl Stone (* 10. Februar 1953 in Los Angeles) ist ein US-amerikanischer Komponist.

## Leben und Wirken
Stone studierte am California Institute of the Arts Komposition bei Morton Subotnick und James Tenney. Seit 1972 widmet er sich der Komposition elektroakustischer Livewerke.
1984 erhielt Stone den Kompositionsauftrag für ein Werk, das beim Olympic Arts Festival in San Francisco uraufgeführt und im selben Jahr vom Choreographen Bill T. Jones für die Produktion 1-2-3 verwendet wurde. 1989 hielt er sich mit einem Stipendium des Asian Cultural Council sechs Monate in Japan auf. Im selben Jahr entstand im Auftrag des Museum of Contemporary Arts als Teil der Rundfunkproduktion Territory of Art die Komposition Thonbury.
1990 schrieb er die Musik für die einstündige ZDF-Sendung Made in Hollywood. Mit Auftragsarbeiten von Michiko Akao und Sumire Yoshihara erhielt er Preise beim International Electric Cinema Festival in der Schweiz. Für das Paul Dresher Ensemble komponierte er 1993 Ruen Pair. 
Für das String Plus Festival 1994 in Kobe entstand Mae Ploy für Streichquartett und Elektronik. Für Takashi Harada und Aki Takahashi komponierte er im selben Jahr Banh Mi So für Ondes Martenot und Klavier. Im Auftrag von NTT entstand 1995 Yam Vun Sen, ein Werk für das Internet.
1996 komponierte Stone mit Unterstützung der Rockefeller-Stiftung die Musik zum Noh Projekt der Choreographin June Watanabe und des Nohmeisters Anshin Uchida. Für die Festveranstaltung zum 100. Geburtstag von Henry Cowell an der University of California, Berkeley komponierte er 1997 Sa Rit Gol für Disklavier. 1998 schrieb er die Musik für EXUSIAI, eine Performance des Butohmeisters Akira Kasai.
Stone war von 1981 bis 1997 Direktor von Meet the Composer/California und von 1992 bis 1995 Präsident des American Music Center.

## Werke
- Thonbury, 1989
- She Gol Jib, für japanische Flöte und Elektronik, 1991
- Ruen Pair, 1993
- Mae Ploy für Streichquartett und Elektronik, 1994
- Banh Mi So für Ondes Martenot und Klavier, 1994
- Yam Vun Sen, 1995
- Sa Rit Gol für Disklavier, 1997
- Echoing, 1999
- Se Jong
- Hop Ken